# Leopertus
Leopertus (zm. ok. 1069) – kardynał-biskup Palestriny od 1066. Prawdopodobnie Niemiec z pochodzenia. W 1066 był legatem papieża Aleksandra II w Niemczech na dworze cesarzowej regentki Agnieszki. 10 maja 1067 podpisał bullę Aleksandra II wystawioną na Lateranie. Po raz ostatni jest poświadczony jako uczestnik synodu rzymskiego na początku 1069.